# بيرت أولدفيلد
بيرت أولدفيلد (9 سبتمبر 1894 بسيدني في أستراليا - 10 أغسطس 1976 بسيدني في أستراليا) (بالإنجليزية: Bert Oldfield)‏ هو لاعب كريكت أسترالي. شارك مع منتخب أستراليا الوطني للكريكت. أما مع النوادي، فقد لعب مع فريق جنوب ويلز الجديد للكريكت ‏.

## وصلات خارجية
- بيرت أولدفيلد على موقع إي آس بي آن كريك إنفو (الإنجليزية)